# Rhäzüns
Rhäzüns (en retorromano Razén) es una comuna suiza del cantón de los Grisones, situada en la región de Imboden. Limita al noroeste y norte con la comuna de Bonaduz, al este con Domat/Ems y Rothenbrunnen, al sur con Cazis, y al oeste con Versam.

## Lengua
La lengua tradicional del pueblo fue hasta mediados de siglo XIX el retorromano. En 1880 el 95,9% de la población hablaba esta lengua. Fue a mediados del siglo XX que la lengua fue perdiendo importancia: en 1910 todavía un 81,82% hablaba romanche, en 1941 ya no eran sino el 76,4%, en 1970 51,61%, en 1980 38,5%, 36,7% en 1990 y 10% actualmente. Estos porcentajes nos indican la forma en que el romanche está desapareciendo en la región, mientras que el alemán la conquista. Debido al bajo porcentaje de parlantes de romanche, la lengua dejó de ser oficial en esta comuna.